# Julien Pillet
Julien Pillet (Digione, 28 settembre 1977) è uno schermidore francese, vincitore di due medaglie d'oro ed una d'argento nella scherma ai giochi olimpici.

## Palmarès
In carriera ha conseguito i seguenti risultati:
- Giochi olimpici:

Sydney 2000: argento nella sciabola a squadre.
Atene 2004: oro nella sciabola a squadre.
Pechino 2008: oro nella sciabola a squadre.
- Mondiali di scherma

Seul 1999: oro nella sciabola a squadre.
Nimes 2001: argento nella sciabola individuale.
Lisbona 2002: argento nella sciabola individuale.
Lipsia 2005: bronzo nella sciabola a squadre.
Torino 2006: oro nella sciabola a squadre.
San Pietroburgo 2007: argento nella sciabola a squadre.
- Europei di scherma

Danzica 1997: bronzo nella sciabola individuale.
Bolzano 1999: oro nella sciabola a squadre e bronzo individuale.
Coblenza 2001: argento nella sciabola a squadre ed individuale.
Smirne 2006: bronzo nella sciabola a squadre.
Gand 2007: bronzo nella sciabola a squadre.
Kiev 2008: argento nella sciabola a squadre.
Plovdiv 2009: argento nella sciabola individuale e bronzo a squadre.